# 多德-弗兰克法案
多德-弗兰克法案全名是多德-弗兰克华尔街改革和消费者保护法案（Dodd–Frank Wall Street Reform and Consumer Protection Act），是于2010年7月21日通过的美国联邦法律。2009年6月，美国总统奥巴马广泛呼吁针对金融监管体系改革，提出了一项“全面改革美国金融监管体系的建议，这是自大萧条之后的改革以来从未有过的规模变革”。巴尼·弗兰克和克里斯多夫·杜德分别在参众两院提出。该法在金融危机之后对金融监管进行了全面改革，并对所有联邦金融监管机构和几乎所有美国金融服务业部门都产生了影响，因此多德-弗兰克法案通常被认为是巴拉克·奥巴马总统任期内颁布的最重要的法案之一。2018年通过了《经济增长、监管救济和消费者保护法》，部分废除了《多德-弗兰克法案》，但其核心内容得到保留。

## 主要内容
- 建立金融稳定监督委员会，负责识别和监测系统性风险，对系统重要性金融机构进行更严格的监管和资本要求。
- 建立消费者金融保护局，负责制定和执行消费者金融产品和服务的规则，保护消费者免受不公平、欺诈或虐待。
- 建立有序清算机制，用于解决系统重要性金融机构的破产问题，避免使用纳税人资金进行救助。
- 对衍生品市场进行更透明和有效的监管，要求大部分衍生品通过中央清算所交易和结算，并向公众披露交易信息。
- 对信用评级机构进行更严格的监督和问责制度，防止利益冲突和评级失误。
- 对对冲基金、私募股权基金、风险投资基金等非银行金融机构进行登记和报告义务，增加其信息披露程度。
- 对高管薪酬进行更多限制和规范，增加股东在高管薪酬方面的发言权，并建立高管追偿制度。[3]